# Matthew Goss
Matthew Harley Goss (* 5. November 1986 in Launceston) ist ein ehemaliger australischer Radrennfahrer. Seine größten Karriereerfolge waren der Weltmeistertitel 2006 in der Mannschaftsverfolgung und der Sieg beim Klassiker Mailand–Sanremo 2011.

## Karriere
Matthew Goss wurde als Bahnradfahrer 2004 Junioren-Weltmeister in der Mannschaftsverfolgung und im Madison. Im Jahr darauf wurde er Australischer Meister in der Mannschaftsverfolgung. Bei den Bahn-Radweltmeisterschaften 2005 wurde er mit der australischen Mannschaft Dritter. Bei der Bahn-WM 2006 in Bordeaux errang sie 2006 den Weltmeistertitel, nachdem sie bei den Commonwealth Games den zweiten Platz belegt hatte.
Danach widmete sich Goss dem Straßenradsport. Ab 2006 fuhr er für das Continental Team SouthAustralia.com-AIS. Er konnte unter anderem in der U23-Klasse den Gran Premio della Liberazione sowie jeweils eine Etappe beim Girobio und beim Giro delle Regioni gewinnen. Bei der Tour of Britain übernahm er nach der zweiten Etappe das Spitzenreiter-Trikot. Ab 2007 fuhr er für das dänische UCI ProTeam CSC. Seinen ersten Sieg in einem Rennen der UCI-Kategorie 1 holte er sich hier auf einer Etappe der Tour of Britain 2007.
Von 2010 bis Ende 2011 fuhr Matthew Goss für das Team HTC-Columbia. Beim Giro d’Italia 2010 erzielte er seinen ersten Etappensieg bei einer dreiwöchigen Landesrundfahrt. Seinen größten Erfolg auf der Straße feierte er, als er 2011 als erster Australier den Klassiker Mailand–Sanremo gewann.
Zum Jahr 2012 wechselte er zum australischen Team Orica-GreenEdge. Mit diesem Team gewann beim Tirreno–Adriatico 2012 und bei der Tour de France 2013 jeweils ein Mannschaftszeitfahren. Beim Giro d’Italia 2012 holte er sich seinen zweiten Etappensieg insgesamt bei dem Giro. 2013 siegte er auf einer Etappe des Tirreno–Adriatico. Zur Saison 2015 wechselte er zum südafrikanischen Team MTN-Qhubeka und 2016 zum britischen ONE-Pro-Cycling-Team, konnte aber keine Erfolge mehr erzielen. Nach der Saison 2016 beendete er seine Karriere im Alter von 29 Jahren.

## Erfolge

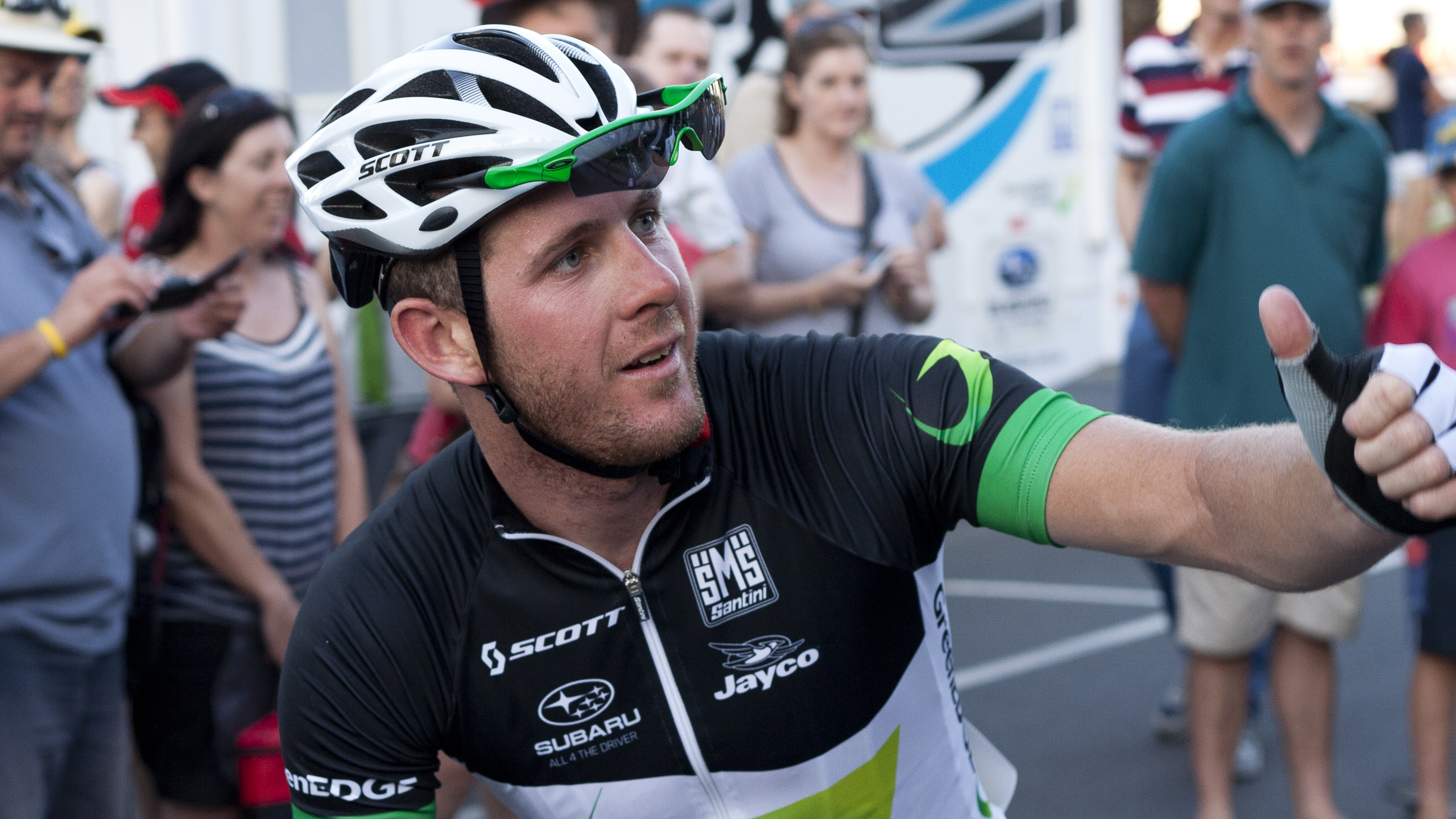
Matthew Goss beim Jayco Bay Cycling Classic 2012

2004
- Weltmeister – Mannschaftsverfolgung (Junioren) mit Simon Clarke, Michael Ford und Miles Olman
- Weltmeister – Madison (Junioren) mit Miles Olman

2006
- Weltmeister – Mannschaftsverfolgung mit Peter Dawson, Mark Jamieson und Stephen Wooldridge

2007
- eine Etappe Tour of Britain

2008
- eine Etappe Tour of Britain
- Prolog und eine Etappe Herald Sun Tour

2009
- zwei Etappen Tour de Wallonie
- Paris–Brüssel

2010
- eine Etappe Giro d’Italia
- Philadelphia International Championship
- eine Etappe Post Danmark Rundt
- Grand Prix Ouest France

2011
- eine Etappe Tour Down Under
- eine Etappe Tour of Oman
- eine Etappe Paris–Nizza
- Mailand–Sanremo
- eine Etappe Tour of California

2012
- Mannschaftszeitfahren Tirreno–Adriatico
- eine Etappe Giro d’Italia

2013
- eine Etappe Tirreno–Adriatico
- Mannschaftszeitfahren Tour de France